# Ålgård/Figgjo
Ålgård/Figgjo är en tätort i Rogaland fylke i sydvästra Norge. Den är belägen på gränsen mellan i Gjesdals kommun (9 493 invånare) och Sandnes kommun (2 186 invånare). Den består av två sammanväxta samhällen, Ålgård och Figgjo.